# Hans Adolff
Hans Adolff (* 1904 in Backnang; † nach 1970) war ein deutscher Unternehmer, der zweimal Präsident des 1. FC Kaiserslautern war. Er entstammt der Familie Adolff, die in Backnang die Wollspinnerei J. F. Adolff betrieb. Hans Adolff war der älteste Sohn des Unternehmers Wilhelm Adolff.
Hans Adolff absolvierte 1921 eine kaufmännische Lehre in der Reutlinger Firma Emil Adolff und trat 1924 ins Stammhaus J. F. Adolff ein. Mitte der 1920er Jahre übernahm Adolff eine der beiden Skisport-Abteilungen des TSG Backnang.
Er wurde 1937 Direktor der Kammgarnspinnerei Kaiserslautern. Die J. F. Adolff AG war Großaktionär der Kammgarnspinnerei Kaiserslautern. Adolff saß dort ebenfalls im Vorstand. Über die Kammgarnspinnerei war Adolff unter anderem auch Arbeitgeber von Werner Kohlmeyer.
Adolff war in den 1950er Jahren mit der Kammgarnspinnerei wichtiger Sponsor des 1. FC Kaiserslautern und brachte sich auch finanziell bei Spielertransfers ein. In seiner ersten Amtszeit als Präsident des 1. FC Kaiserslautern von 1957 bis 1960 übernahm er das Amt vom kommissarischen Präsidenten Ernst Wüstenhagen. In dieser Zeit war der 1. FC Kaiserslautern nicht mehr die dominierende Mannschaft in der Oberliga Südwest, da einige der Weltmeisterschafts-Helden von 1954 und andere wichtige Spieler bereits ihre Karriere beendet hatten. In seiner zweiten Amtszeit übernahm Adolff nach Rücktritt seines Nachfolgers Karl-Heinz Brinkhop 1965 wieder das Präsidentenamt des 1. FC Kaiserslautern und behielt es bis 1970. In dieser Amtszeit erzielte der Verein in der Saison 1966/67 überraschend den 5. Platz, die beste Bundesliga-Platzierung bis zur Saison 1978/79. Am 15. Januar 1965 wurde Adolff auf einer außerordentlichen Generalversammlung zum Ehrenmitglied des Bundesligisten ernannt. Am 20. März 1970 übernahm Willi Müller das Präsidentenamt als sein Nachfolger, nachdem er zuvor bereits ein Jahr das Amt des Vize-Präsidenten innegehabt hatte.